# ニコラース・ホーヴァート・ド・ブラウン
ニコラース・ホーヴァート・ド・ブラウン（Nicolaas Govert de Bruijn、1918年7月9日 - 2012年2月17日）はオランダ人数学者であり、アイントホーフェン工科大学の名誉教授を勤めた。アムステルダム自由大学で1943年に博士号を取得した。